# 积善塔
积善塔，位于中国青海省湟中县海子沟乡阿滩村，为第四批青海省文物保护单位，公布日期为1986年5月27日，类型为古建筑。
积善塔的历史年代为清。